# CHMB
CHMB is een Canadees radiostation in Vancouver, Brits-Columbia uitzend. Dit station zendt voornamelijk programma's uit in Chinese talen.
CHMB wordt beheerd door de eigenaar Mainstream Broadcasting Corporation. Mainstream begon broadcasting in 1973 onder de naam "Overseas Chinese Voice" (OCV). In 1993 werd OCV bij het multiculturele AM-radiostation CHMB AM 1320 toegevoegd.
Van maandag tot vrijdag zendt het station uit in Standaardmandarijn en Standaardkantonees. In het weekend wordt er in de talen Vietnamees, Oekraïens, Braziliaans Portugees, Deens, Filipijns, Grieks, IJslands, Japans, Noors, Zweeds en Tamil uitgezonden.